# Schlacht bei Almenar
Carpi – Chiari – Cremona – Kaiserswerth – Luzzara   – Santa Marta – Cádiz – Friedlingen – Vigo – Schmidmühlen – Bonn – Krottensee – Ekeren – Höchstädt – Speyerbach – Schellenberg – Gibraltar – Höchstädt – Vélez-Málaga – Marbella – Cassano – Barcelona – Sendlinger Mordweihnacht – Aidenbach – Calcinato – Ramillies – Turin – Castiglione – Santa Cruz de Tenerife – Almansa – Kap Béveziers – Toulon – Lizard Point – Lille – Oudenaarde – Gent – Malplaquet – Mons – Almenar – Saragossa – Syrakus – Villaviciosa – Rio de Janeiro – Denain – Barcelona
Die Schlacht bei Almenar (auf Spanisch Batalla de Almenar, auf Katalanisch Batalla d’Almenar) fand am 27. Juli 1710 während des spanischen Erbfolgekrieges bei der Gemeinde Almenar in der heutigen Provinz Lleida statt. Es standen sich die Alliierten Engländer und Kaiserliche auf der einen und die spanischen Truppen von Philipp V. auf der anderen Seite gegenüber. Der Kampf endete mit einem Sieg der Alliierten.

## Vorgeschichte
Ludwig XIV. hatte, um seine Friedensbereitschaft zu demonstrieren, die französischen Truppen weitgehend vom spanischen Kriegsschauplatz abgezogen. Daraufhin verschlechterte sich die militärische Lage für Philipp V. Gegen seine Truppen konnten die Verbündeten unter dem Kommando von Guido von Starhemberg und Stanhope Boden gewinnen.
Beide Armeen lagen sich weitgehend untätig seit Juni 1710 bei Lleida gegenüber. Auf beiden Seiten befanden sich die beiden Thronkandidaten bei ihren Truppen. Beide Armeen litten unter dem Mangel an Lebensmitteln und Krankheiten breiteten sich aus. Am 25. Juli erhielten die Verbündeten starke Verstärkungen aus Italien. Damit waren die Kräfteverhältnisse zwischen beiden Seiten weitgehend ausgeglichen. Schon länger hatte Stanhope auf einen Angriff gedrängt, dem gaben Karl und Starhemberg nun nach. Erleichtert wurde das Vorhaben, weil die Gegner ihr Lager abgebrochen hatten, um nach Westen zu marschieren.

## Verlauf
Stanhope brach mit einer Vorhut aus tausend kaiserlichen Grenadieren und 800 englischen und niederländischen Kavalleristen am 26. Juli auf, überschritt den Fluss Segre und am 27. den Noguera. Auf spanischer Seite war die Generalleutnants Sello und Ronquillo mit 19 Eskadron Kavallerie sowie 2 Brigaden Infanterie (4000 bis 5000 Mann) ausgeschickt worden, um die Ufer des Noguera zu besetzen. Die Truppen waren aber erschöpft und kamen aber erst nach Stanhope dort an.
Obwohl zahlenmäßig stärker als die Truppen Stanhopes griff Medici nicht an, sondern postierte seine Truppen bei dem Ort Almera. Da die Übergänge besetzt waren, stieß die Hauptarmee Philipps im Verlauf des Tages hinzu. Die Kavallerie wurde auf den Höhen postiert. Die Infanterie wurde in einem Bodeneinschnitt aufgestellt.
Stanhope drängte wieder auf ein offensives Vorgehen, konnte von Starhemberg aber überredet werden, zu warten, bis die Hauptarmee den Fluss Segre überquert hatte. Der Aufmarsch war erst gegen sechs Uhr abends abgeschlossen und erst jetzt bekam Stanhope die Erlaubnis zum Angriff.
Dieser griff mit 15 Eskadronen Kavallerie unterstützt von einigen Geschützen die 40 gegnerischen Eskadrone und einige Bataillone Infanterie an. Das erste spanische Treffen wandte sich nach kurzen Widerstand zur Flucht und riss dabei das zweite Treffen mit sich. Die spanische Kavallerie wurde besiegt und zerstreut. Auch bei der spanischen Infanterie herrschte Verwirrung, ohne das diese Kampfberührung mit der alliierten Infanterie unter Starhemberg gehabt hätte. Durch die hereinbrechende Dunkelheit mussten die Kämpfe eingestellt werden.
Philipp von Anjou geriet fast in Gefangenschaft und wurde vom General-Capitän Marquis Villadarias und dem Reitergeneral Don Jose Vallejo gerettet.
Auf kaiserlicher Seite fielen der General Franz von Nassau-Ouwerkerk (* 1682) und der englische William Nassau de Zuylestein (* 1682), 2. Earl von Rochefort. Die Spanier verloren den Generalleutnant Ottaviano de Medici, Duca di Sarno, (* 1660) der Generalquartiermeister Generalleutnant Prospero Verboom (1665–1744) geriet verwundet in Gefangenschaft.

## Folgen
Philipp konnte sich mit der spanischen Infanterie nach Lerida zurückziehen. Die Moral der Spanier litt unter der Niederlage und Philipp misstraute seinen Befehlshabern. Die Alliierten marschierten daraufhin auf Saragossa und bereiteten dort den Spaniern eine schwere Niederlage.